# Église de Santa-Cruz (Manille)
L’église de Santa Cruz (dédiée à Notre-Dame du Pilar) est un édifice religieux, et paroisse catholique situé à Manille dans les Philippines. Une première et modeste église construite en 1608 par les jésuites dans un nouveau quartier de la colonie espagnole (Santa Cruz), au nord du fleuve Pasig, est remplacée en 1715 par un édifice en pierres. Deux fois gravement endommagée, lors du tremblement de terre de 1863 et durant la Seconde Guerre mondiale, elle est chaque fois reconstruite. 
Les services pastoraux de la paroisse sont assurés par les pères sacramentaires qui y promeuvent également une dévotion forte au Saint-Sacrement de l'Eucharistie. 

## Histoire

### Paroisse jésuite pour les Chinois

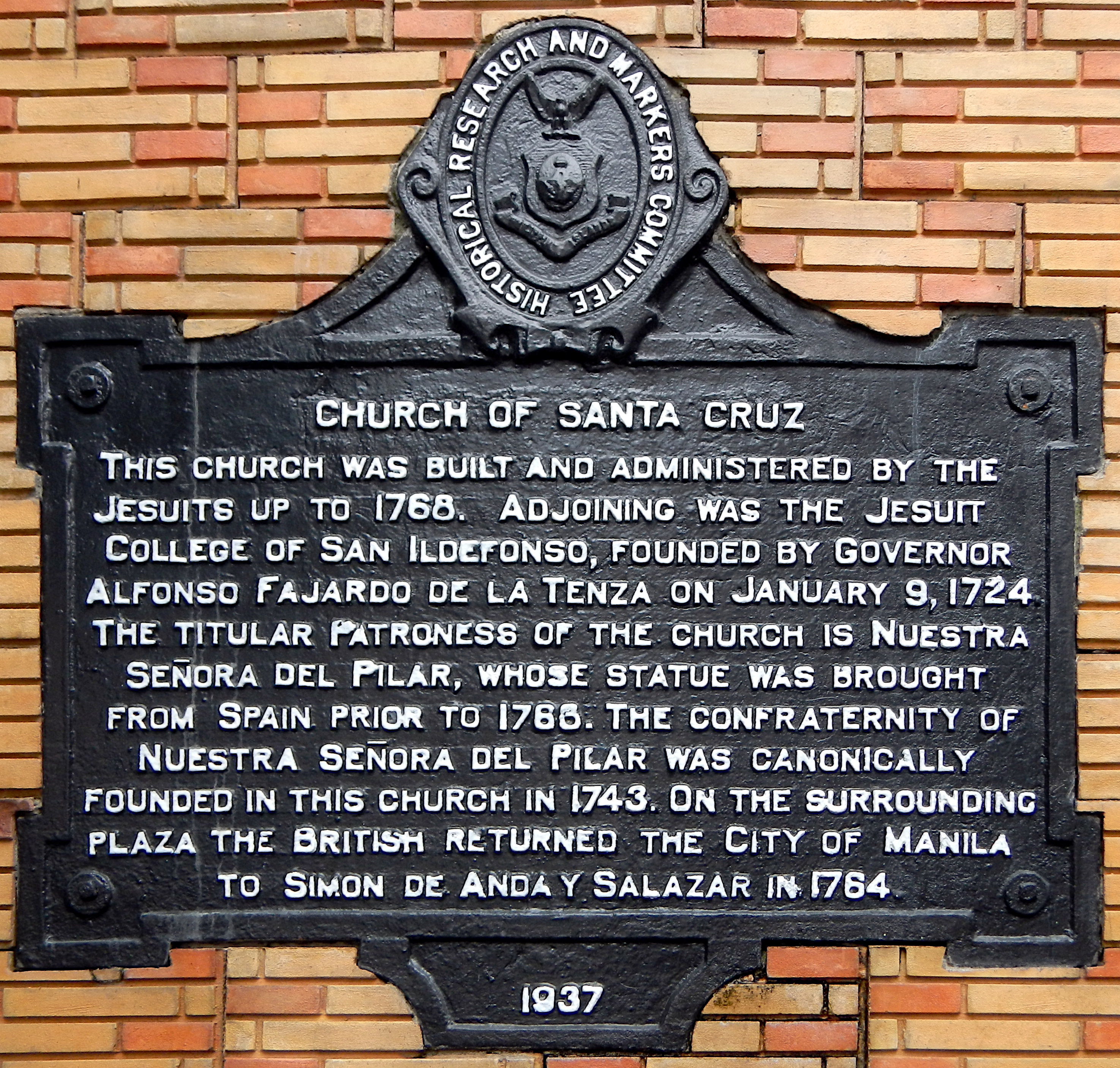
Notice historique sur le bâtiment.

Une première et modeste chapelle est construite vers 1608 pour le service pastoral de migrants chinois convertis au christianisme. En 1620 le quartier lui-même de Santa Cruz (au nord de Manille) est détaché de la paroisse de Quiapo et formellement confié aux jésuites, car plusieurs d’entre eux connaissent suffisamment la langue chinoise que pour s’occuper des migrants. L'île fluviale (L’Isleta) sur laquelle se trouve l’hôpital San José fait également partie de la paroisse. Le premier curé de la nouvelle paroisse est Pedro Parado.
Les Chinois de la paroisse voisine de Quiapo leur sont également confiés. En 1631, quelque 400 Chinois travaillent dans les exploitations agricoles de Santa Cruz, une quarantaine d'entre eux sont catholiques. Jusqu'à nos jours, l'église est la paroisse chinoise, et reste liée à la « Chinatown » de Manille.
À la fin du XVIIe siècle, église et paroisse de Santa Cruz sont prospères. Elle est de plus en plus identifiée à la communauté catholique chinoise (et population métisse), au point qu'en 1666 l'archevêque de Manille rattache tous les chrétiens chinois de la ville à la paroisse de Santa Cruz, ou à celle voisine de Binondo, dirigée par les dominicains. Cela crée de vives tensions avec le clergé de l'archidiocèse qui y voit une perte de revenus, les Chinois étant prospères et généreux. Le clergé se plaint, estimant que les jésuites devraient s’occuper du travail missionnaire plutôt que de paroisses pour lesquelles il existe en suffisance un clergé qualifié. 
Cela se développe en une crise majeure entre l’archevêque et les ordres religieux des Philippines qui dure presque un siècle, jusqu’à ce que le Saint-Siège tranche, au début du XVIIIe siècle, en faveur des religieux, confirmant leur droit de gérer leurs paroisses comme ils l’entendent, mais  accordant à l’archevêque le droit d’en faire la visite canonique « quant au travail spirituel et pastoral ». 
Malgré ces conflits, la paroisse continue à croître, la majorité des fidèles étant alors issus d'un métissage filipino-chinois. Socialement elle a également changé: on trouve à Santa Cruz des professions libérales et artistes-commerçants spécialisés tels des peintres, bijoutiers et argentiers, sculpteurs de tout genre qui s’uniront en une guilde influente en 1741. 
En 1715, une nouvelle église de pierre est construite sous la supervision du père José Astudillo.  Elle remplace un bâtiment provisoire érigé lorsque la première église fut endommagée par un tremblement de terre. De cette église, il subsiste la tour.

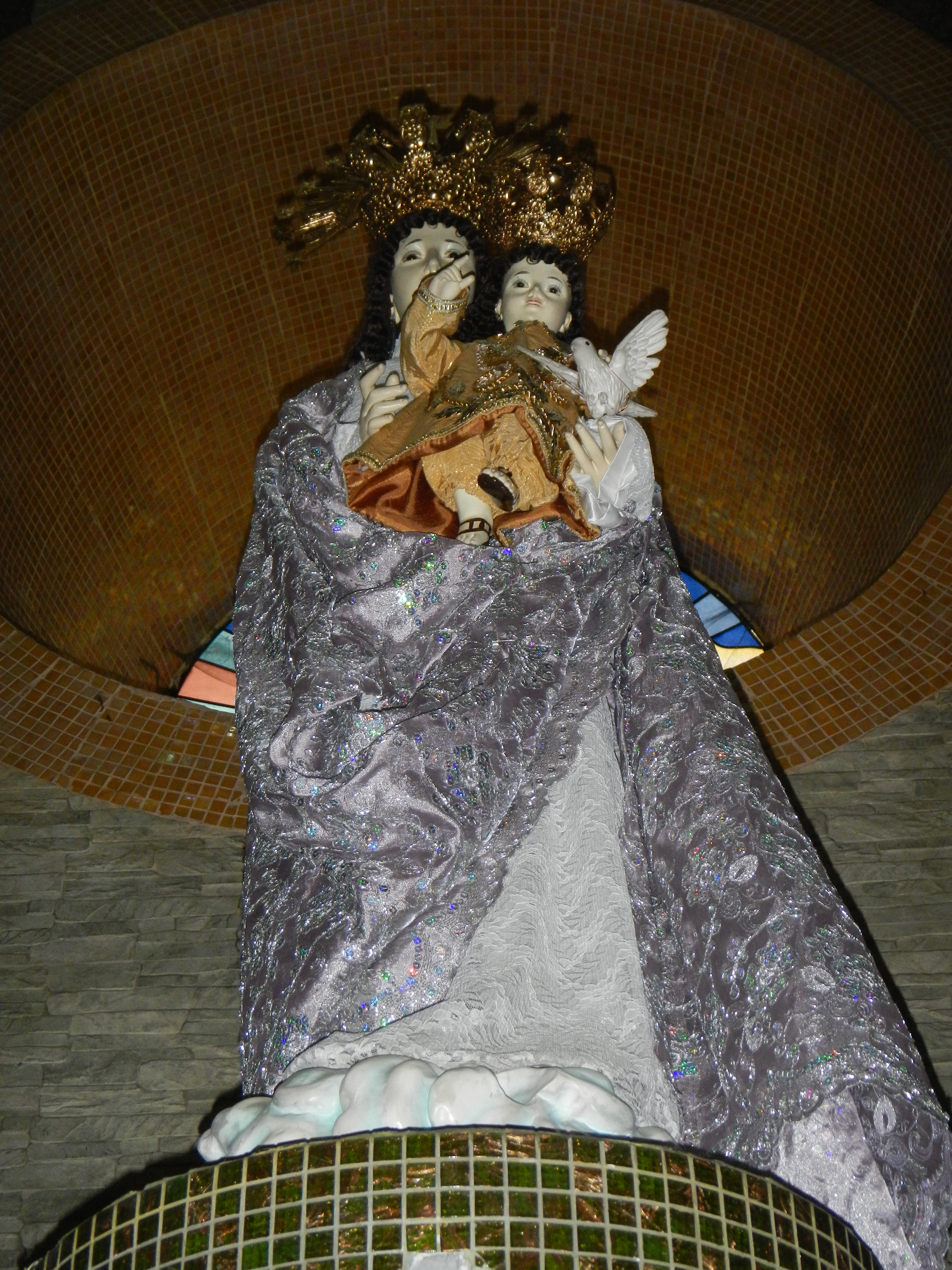
Notre-Dame du Pilar.

En janvier 1724 un collège jésuite, « San Ildefonso », ouvre ses portes ; il restera école paroissiale primaire. En 1743 la statue de Notre-Dame du Pilar, apportée du Mexique, y est solennellement installée. La dévotion pour la Vierge du Pilier attire les pèlerins : un culte s’y développe. Une confrérie Notre-Dame du Pilar est créée. Notre-Dame du Pilar deviendra la patronne de Santa Cruz au milieu du XIXe siècle, y remplaçant Saint Stanislas Kostka. 
Pour des raisons liées à la succession sur le trône d’Espagne, l’Angleterre déclare la guerre à l’Espagne en 1691. Le conflit s’étend à l’Asie : les Anglais prennent le fort de Manille (1762) et occupent la colonie. Comme le centre de la résistance se trouve être à Santa Cruz, le quartier subit de graves dégâts : quelque 400 maisons sont délibérément détruites par l’occupant. Les jésuites connaissent l’emprisonnement. La guerre terminée, les Anglais se retirent. La cérémonie de rétrocession du pouvoir au gouverneur espagnol se passe le 17 mars 1764 sur la place de Santa Cruz, devant l’église. 
De 1620 à 1768, 27 jésuites se succèdent comme curés de la paroisse de Santa Cruz. Suivant l’exemple du Portugal et de la France, le roi Charles III décide en 1767 d’expulser les jésuites du royaume d’Espagne et de ses colonies. La mesure est appliquée le 19 mai 1768 à Santa Cruz, et dans les jours qui suivent à Manille et toutes les autres résidences et collèges jésuites des Philippines. L’église du collège San Ildefonso (comme elle était connue) est confiée au clergé séculier.

### Prêtres séculiers et augustiniens
La paroisse est immédiatement confiée a Vicente Arroyo un prêtre séculier de l’archidiocèse de Manille. De 1768 à 1879 une douzaine de prêtres diocésains se succèdent comme curé. 
L’église de 1828 est encore telle qu’elle fut construite en 1715. Le maître-autel est surmonté de l'effigie de Notre-Dame du Pilar. Six autres autels, dont un dédié à la Sainte-Croix, adornent l’église faite de trois travées. La tour sur le flanc droit de l’église est carrée à sa base et octogonale dans ses parties supérieures. Elle a un aspect massif et, si elle comporte quatre étages, elle n’en est pas très haute pour autant.  
Un tremblement de terre détruit une grande partie de la ville de Manille en 1863. L’église n’est pas épargnée. Seule la tour reste debout. Immédiatement le projet d’une nouvelle église est mis en chantier. La troisième église est ainsi achevée en 1876.
Pendant 19 ans, de 1879 à 1898, la paroisse est confiée aux religieux augustins récollets, sans doute parce que les prêtres diocésains sont trop engagés dans le mouvement nationaliste qui secoue alors les Philippines. Saint Ézéchiel Moreno, qui sera plus tard évêque en Colombie, est pendant une brève année (1881) curé de la paroisse. 
Le calme revient quelque peu après l’échec de la révolution de 1896 suivie de l’occupation américaine en 1898. Cependant la réaction populaire contre le clergé espagnol et les franciscains en particulier, totalement identifiés au pouvoir colonial de  leur pays, est telle que beaucoup d’entre eux quittent les Philippines. Aussi l’église est-elle à nouveau confiée au clergé diocésain philippin (1898) et le Saint-Siège nomme-t-il un archevêque américain à Manille, Jeremiah James Harty (1904). À cette époque, Santa Cruz compte quelque 12 000 habitants.
Durant la première moitié du XXe siècle la population de Santa Cruz triple. Le quartier est de plus en plus commercial. Malgré une situation financière difficile l'abbé Justo Quesada, plusieurs fois revenu comme curé de la paroisse durant la première moitié du XXe siècle, entreprend les  plus urgents des travaux de réparation. 
En janvier 1942 les troupes japonaises entrent dans Manille sans rencontrer d’opposition, l’armée américaine s’en étant retirée. Le pays est annexé par le Japon. Mais lorsque l’armée américaine du Pacifique s’est réorganisée et renforcée, le général MacArthur part à la reconquête des Philippines. Lors de la bataille de Manille en février 1945, l'église est bombardée et prend feu, comme neuf dixièmes des bâtiments de Santa Cruz qui sont en ruines. 100 000 habitants de Manille perdent la vie.

### Les pères du Saint-Sacrement
Le curé, Lucio Garcia, s’investit considérablement dans la reconstruction de l’église de Santa Cruz: la nouvelle église est ouverte au culte en 1957. Entre-temps, en 1955, le cardinal Rufino Santos avait répondu favorablement aux pères du Très Saint Sacrement qui souhaitaient faire une fondation aux Philippines. Le projet d’un « centre d’adoration » perpétuelle du Saint-Sacrement enthousiasme l'archevêque. Des difficultés d’ordre organisationnel font que la prise en charge par les Sacramentaires ne se fait qu’en août 1957.
L’église devient ainsi un sanctuaire tout en restant paroisse. L’adoration du Saint-Sacrement s’y fait de manière perpétuelle. Progressivement des fidèles de plus en plus nombreux s’engagent à assurer cette adoration. Le premier curé sacramentaire est le père Rosaire Morin. En 1961 le chœur est redessiné pour focaliser davantage l’attention des fidèles vers le Saint-Sacrement de l’Eucharistie. La statue de Notre-Dame du Pilar est déplacée vers un autel latéral, non sans quelque résistance de la part des paroissiens.  La grande neuvaine à Notre-Dame, célébrée en octobre garde toute son importance, cependant.
Dans un quartier bruyant, très peuplé et débordant d’activités commerciales et autres, l’église est un havre de calme où de nombreux passants et fidèles viennent se recueillir et adorer le Saint-Sacrement.

## Sources
- (en) Anna Maria L. Harper, Santa Cruz Church, a living heritage, Manila, Santa Cruz Parish Council, 2004, 149pp.
- (en) Horacio de la Costa: The Jesuits in the Philippines (1581-1768), Cambridge (USA), Harvard University press, 1961, 702pp.